# Patrick Adamson
Patrick Adamson (Perth, marzo 1537 – Saint Andrews, el 10 de febrero de 1592) fue un arzobispo escocés de la Iglesia Reformada en Escocia.

## Biografía
Su padre Patrick Adamson (f. 1570) es burgués y deán de los gremios de comerciantes de la ciudad de Perth en Escocia.
Se formó en la Universidad de Saint Andrews. Adamson es también titular de doctorado y canciller de la universidad en 1576 hasta su muerte en 1592.
Inicialmente abogado a continuación sacerdote de Paisley, también pasó varios años como cortesano real y embajador escocés en Londres.
Se consagradó en arzobispo de Saint Andrews el año de 1576. 
Como arzobispo escribió en 1577 el catecismo Carmine Redditus.

### Las armas Adamson arzobispales
Blasón de las armas oficiales del arzobispo en doble escudo :
- siniestra: « De azur un sotuer de plata » (por Saint Andrews); con
- diestra: « De plata tres cruces fijadas de gules » (por Adamson).[8]